# Żabka (Opole)
Pour les articles homonymes, voir Żabka.
Żabka est une localité polonaise de la gmina et du powiat de Namysłów en voïvodie d'Opole.